# Voróklini
Voróklini är en ort på Cypern.   Den ligger i distriktet Eparchía Lárnakas, i den östra delen av landet, 30 km sydost om huvudstaden Nicosia. Voróklini ligger 140 meter över havet och antalet invånare är 3 446. Den ligger på ön Cypern.
Terrängen runt Voróklini är lite kuperad. Havet är nära Voróklini åt sydost.  Närmaste större samhälle är Larnaca, 7,5 km söder om Voróklini. 